# Edward Everett
Edward Everett (n. 11 aprilie 1794 - d. 15 ianuarie 1865) a fost un politician american, Secretar de Stat al Statelor Unite între 1852 și 1853.